# Miyabi Natsuyaki

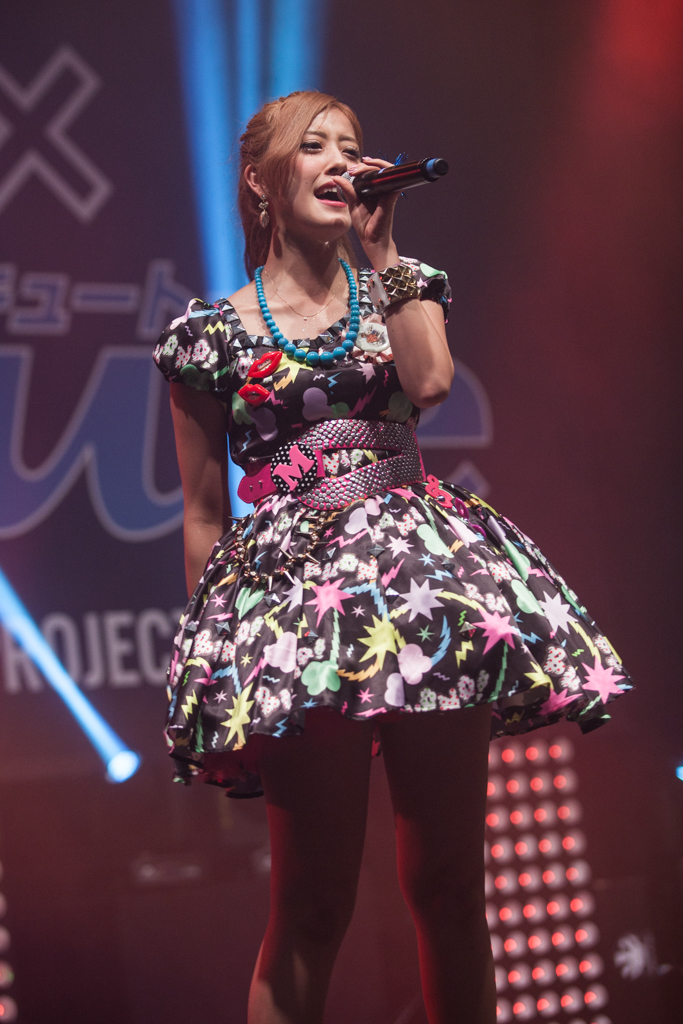
Miyabi Natsuyaki auf der Japan Expo 2014

Miyabi Natsuyaki (jap. 夏焼 雅, Natsuyaki Miyabi; * 25. August 1992, Präfektur Chiba) ist eine japanische Pop-Sängerin und Mitglied der Gruppe PINK CRES. Bekannt wurde sie durch die Gruppen Berryz Kōbō und Buono!.

## Leben
Natsuyakis Karriere begann 2002, als sie an der japanischen Show Hello! Project Kids teilnahm. Im Jahr 2003 trat sie mit Reina Tanaka und Airi Suzuki in der Subunit Aa! auf. Die Gruppe geriet in die Schlagzeilen, da das Durchschnittsalter nur 11 Jahre war, die Mitglieder aber mit „First Kiss“ ein anspruchsvolles Lied sangen. Einige Stimmen wurden darüber laut, dass die Mädchen den Text des Liedes nicht verstehen würden. Nach Veröffentlichung der Single wurde die Gruppe inaktiv.
2004 wurden Natsuyaki mit sieben weiteren Teilnehmerinnen der Hello! Project Kids dazu auserwählt, die Gruppe Berryz Kōbō zu gründen. 2013 wurde sie zum Sub-Captain der Gruppe ernannt. Natsuyaki war über 10 Jahre mit Berryz Kōbō aktiv und trat weltweit auf, unter anderem in den USA und Paris. Als Mitglied der Gruppe war sie zudem in Filmen und Theaterstücken zu sehen.
Nachdem Berryz Kōbō 2015 die Aktivität einstellte, widmete sich Natsuyaki ihrer neuen Gruppe PINK CRES. und gründete das Modelabel PIMMY. 2021 löste sich PINK CRES. auf. Seitdem veröffentlichte Natsuyaki zusammen mit Ai Takahashi und Reina Tanaka das Album Laugh and Peace, welches überwiegend humoristische Cover enthält.

## Units/Subunits
- Hello! Pro Kids (2002)
- Aa! (2003)
- Berryz Kōbō (2004–2015)
- H.P. All Stars (2004)
- Sexy Otonajan (2005)
- Buono! (2007–2017)
- Ex-ceed! (2010)
- MoBeKiMaSu (seit 2010–2015)
- DIY (2012)
- Mellowquad (2013)